# Hemieuxoa
Hemieuxoa är ett släkte av fjärilar. Hemieuxoa ingår i familjen nattflyn.

## Dottertaxa tillHemieuxoa, i alfabetisk ordning[1]
- Hemieuxoa acuta
- Hemieuxoa angara
- Hemieuxoa annapurna
- Hemieuxoa aquila
- Hemieuxoa basistriga
- Hemieuxoa bifurcata
- Hemieuxoa cadioui
- Hemieuxoa cara
- Hemieuxoa conchidia
- Hemieuxoa coronata
- Hemieuxoa eugrapha
- Hemieuxoa fakosharga
- Hemieuxoa ficta
- Hemieuxoa finatimis
- Hemieuxoa formosana
- Hemieuxoa gandakiensis
- Hemieuxoa glaucina
- Hemieuxoa harpegnoma
- Hemieuxoa interfasciata
- Hemieuxoa interrupta
- Hemieuxoa inuitica
- Hemieuxoa janakpura
- Hemieuxoa lahoulicola
- Hemieuxoa laxa
- Hemieuxoa lepida
- Hemieuxoa lithoplana
- Hemieuxoa longijuxta
- Hemieuxoa lupa
- Hemieuxoa molitrix
- Hemieuxoa nezia
- Hemieuxoa obsoleta
- Hemieuxoa ochrops
- Hemieuxoa parasenescens
- Hemieuxoa pellucidalis
- Hemieuxoa polymorpha
- Hemieuxoa praevia
- Hemieuxoa rodionovi
- Hemieuxoa rudens
- Hemieuxoa schaeferi
- Hemieuxoa secreta
- Hemieuxoa semiretracta
- Hemieuxoa sherpa
- Hemieuxoa subforsteri
- Hemieuxoa subfusca
- Hemieuxoa trifurcata
- Hemieuxoa troubridgei
- Hemieuxoa verniloides
- Hemieuxoa violacea